# Zbigniew Nozdryn-Płotnicki
Zbigniew Nozdryn-Płotnicki (ur. 8 czerwca 1946) – polski lekarz weterynarii, profesor doktor habilitowany nauk weterynaryjnych, specjalność anatomia patologiczna zwierząt.
Jest emerytowanym kierownikiem Katedry Anatomii Patologicznej Wydziału Medycyny Weterynaryjnej Uniwersytetu Przyrodniczego w Lublinie. Należy do Polskiego Towarzystwa Nauk Weterynaryjnych. Tytuł profesorski otrzymał 18 października 2002 roku. Współautor opracowania Patologia szczegółowa zwierząt.